# Laboratorio Foster
El Laboratorio Foster fue el primer laboratorio de Química dedicado en exclusiva a la formación de mujeres universitarias. Fue fundado por Mary Louise Foster en la Residencia de Señoritas, en Madrid, institución dirigida por María de Maeztu.

## Historia
En 1920 Mary Louise Foster, que pertenecía al Departamento de Química del Smith College, llegó a España para desempeñar el puesto de directora del Instituto Internacional. Al darse cuenta de las carencias de formación en técnicas de laboratorio que tenían las estudiantes de la Universidad de Madrid decidió poner en marcha un laboratorio de Química en las dependencias de la Residencia de Señoritas. Por iniciativa de María de Maeztu, la Junta para Ampliación de Estudios (JAE) equipó un local para  laboratorio universitario, encaminado sobre todo a la adquisición de técnicas básicas. Las alumnas de la Residencia, y externas, en grupos de 8-10, pudieron disponer de cuatro horas semanales de prácticas.
Profesores  de  química  de  varias  facultades  convalidaban las  prácticas  que se realizaban bajo la dirección de Foster. En los años 30 se institucionalizó y las alumnas de los cuatro cursos de Farmacia realizaron sus prácticas de química.
El primer curso se organizaron cuatro secciones y dos cursos, uno de análisis cualitativo y otro de análisis cuantitativo, de cuatro horas semanales, cubriéndose todas las plazas ofertadas, unas 30. En el verano de 1921 se consiguieron mejoras. Fue creciendo y estuvieron matriculadas alumnas de Química, Medicina, Ciencias y de la Escuela Superior del Magisterio. En 1922 la Memoria de la Junta publicada en 1922 proporcionó un informe amplio del Laboratorio, valorando muy positivamente la labor realizada.
En diciembre de 1925, las instalaciones eran insuficientes para satisfacer la demanda y estaban en condiciones muy precarias. Por lo tanto, la JAE comenzó la construcción de un nuevo laboratorio en el jardín de Fortuny. Debido a la falta de fondos, las obras se suspendieron durante el curso 1926-1927. María de Maeztu viajó a Boston y consiguió dinero y que en junio de 1927,  Foster volviera a España con un sueldo pagado a medias por el Instituto Internacional y por la JAE para equipar y poner en marcha el nuevo laboratorio. Foster supervisó el diseño y equipamiento de las nuevas instalaciones y trató de que el nuevo recinto se acercara lo más posible a Stoddard Hall, el laboratorio de Química del Smith College. El laboratorio, que tenía dos dependencias habilitadas, una para análisis cualitativo, con 22 plazas y otra para análisis cuantitativo, con capacidad para 10 personas, se abrió en enero de 1928. En la inauguración de estas instalaciones se puso su nombre al laboratorio.
Tras la guerra civil su existencia se olvidó hasta que Carmen de Zulueta la recordó en sus obras.

## Directoras y alumnas
- Mary Louise Foster, 1920 - 1922, 1927-28.
- Vera Colding, una graduada en el Vassar College, 1922-1923.
- Rosa Herrera Montenegro, 1923 - 1927, 1928-1932. En el curso de 1929-1930, en el que disfrutó de una pensión en el extranjero, fue sustituida por Enrique Raurich Sas.
- La última directora fue Carmen Gómez Escolar, 1932-1936.[4]

También trabajaron como ayudantes María Luz Navarro y Carmen Sánchez.
Como alumnas fueron la química Dorotea Barnés y la física, la meteoróloga Felisa Martín Bravo y la farmacéutica Josefa González Aguado entre muchas otras.